# Transformació conforme

Una graella rectangular (a dalt) i la seva imatge en aplicar una transformació conforme (a sota). Es pot veure com mapeja rectes que s'intersecten en angles de 90° a parelles de corbes que se segueixen tallant formant angles de 90°.

En matemàtiques, una transformació conforme és una funció que localment preserva els angles, però no necessàriament les longituds.
Més formalment, siguin {\displaystyle U} i {\displaystyle V} subconjunts oberts d'{\displaystyle \mathbb {R} ^{n}}. S'anomena conforme a la funció {\displaystyle f:U\to V} en un punt {\displaystyle u_{0}\in U} si preserva els angles entre corbes dirigides que passen pel punt {\displaystyle u_{0}}, així com l'orientació. Les transformacions conformes preserven tant els angles com les formes de les figures infinitèsimament petites, però no necessàriament les seves mides o llurs curvatures.
Es pot descriure la propietat de la conformitat en termes de la matriu de derivades (Jacobià) d'una transformació de coordenades. La transformació és conforme sempre i quan el Jacobià en cada punt és el producte d'un escalar positiu amb una matriu de rotació (una matriu ortogonal amb determinant unitari). Alguns autors defineixen la conformitat incloent les transformacions que reverteixen l'orientació, els Jacobians de les quals són el producte d'un escalar (postiu o negatiu) amb una matriu ortogonal.
Per transformacions en dues dimensions, les transformacions conformes (que preserven l'orientació) són precisament les funcions complexes analítiques localment invertibles. En tres o més dimensions, el teorema de Liouville limita bruscament les transformacions conformes a un grup reduït de tipus.
La noció de conformalitat es pot generalitzar de forma natural a transformacions entre varietats riemannianes o pseudoriemannianes.

## Transformacions conformes en dues dimensions
Si {\displaystyle U} és un subconjunt obert del pla complex {\displaystyle \mathbb {C} }, llavors una funció {\displaystyle f:U\to \mathbb {C} } és conforme si i només si és holomorfa i la seva derivada és diferent a zero en tot el domini {\displaystyle U}. Si {\displaystyle f} és antiholomorfa (el conjugat d'una funció holomorfa), preserva els angles però inverteix l'orientació.
En la literatura, hi ha una altra definició de conforme: una funció {\displaystyle f} que és injectiva i holomorfa en un conjunt obert del pla. El teorema de les funcions obertes força la funció inversa (definida en la imatge de {\displaystyle f}) a ser holomorfa. Per tant, sota aquesta definició, una funció és conforme si i només si és biholomorfa. Les dues definicions de transformacions conformes no són equivalents. Que una funció sigui bijectiva i holomorfa implica que la seva derivada mai no és zero. Tanmateix, la funció exponencial és una funció holomorfa amb derivada diferent a zero, però no és bijectiva ja que és periòdica.
El teorema de representació conforme de Riemann, un dels resultat profunds de l'anàlisi complexa, afirma que tot subconjunt propi simplement connex no buit i obert de {\displaystyle \mathbb {C} } admet una transformació conforme bijectiva al disc unitari obert en {\displaystyle \mathbb {C} }.

### Funcions conformes globals en l'esfera de Riemann
Una funció de la esfera de Riemann exhaustiva que tingui com a imatge l'esfera de Riemann és conforme si i només si és una transformació de Möbius.
El complex conjugat d'una transformació de Möbius preserva els angles, però inverteix les orientacions.

## Transformacions conformes en tres o més dimensions

### Geometria riemanniana
En la geometria riemanniana, s'anomenen equivalents conformement a dues mètriques riemannianes {\displaystyle g} i {\displaystyle h} en una varietat diferenciable {\displaystyle M} si {\displaystyle g=uh} per una certa funció positiva {\displaystyle u} en {\displaystyle M}. S'anomena factor conforme a la funció {\displaystyle u}.
Un difeomorfisme entre dues varietats riemannianes s'anomena transformació conforme si la mètrica pullback-ejada és equivalent conformement a l'original. Per exemple, la projecció estereogràfica d'una esfera en el pla augmentat amb un punt de l'infinit és una transformació conforme.
També es pot definir una estructura conforme en una varietat diferenciable com una classe de mètriques riemannianes equivalents conformement.

### Espai euclidià
Un teorema clàssic de Joseph Liouville demostra que hi ha moltes menys transformacions conformes en dimensions superiors que en dues dimensions. Qualsevol transformació conforme en un subconjunt obert de l'espai euclidià al mateix espai euclidià de dimensió tres o més es pot descompondre en tres tipus de transformacions: l'homotècia, la isometria, i la transformació espacial conforme.